# Credo
Credo (lat. věřím; credere = věřit) je součást mše svaté.

## Historie
Je součástí hudební mše popisující vyznání víry; v západní evropské hudbě se jako text používá Nicejsko-konstantinopolské vyznání víry. Součástí tohoto vyznání víry v katolickém podání je slovo filioque (ve verši qui ex Patre filioque procedit – který z Otce i Syna vychází). Pravoslavné církve však používají Nicejsko-konstantinopolské vyznání bez filioque (více informací v článku spor o filioque).

## Římskokatolický text a český překlad
Latinský text
Credo in unum Deum,

Patrem omnipotentem, factorem cæli et terræ,

visibilium omnium et invisibilium.

Et in unum Dominum Iesum Christum,

Filium Dei unigenitum,

et ex Patre natum ante omnia sæcula.

Deum de Deo, Lumen de Lumine, Deum verum de Deo vero,

genitum non factum, consubstantialem Patri,

per quem omnia facta sunt.

Qui propter nos homines et propter nostram salutem descendit de cælis.

Et incarnatus est de Spiritu Sancto ex Maria Virgine, et homo factus est.

Crucifixus etiam pro nobis sub Pontio Pilato,

passus et sepultus est,

et resurrexit tertia die, secundum Scripturas,

et ascendit in cælum, sedet ad dexteram Patris.

Et iterum venturus est cum gloria,

iudicare vivos et mortuos,

cuius regni non erit finis.

Et in Spiritum Sanctum, Dominum et vivificantem,

qui ex Patre filioque procedit.

Qui cum Patre et Filio simul adoratur et conglorificatur

qui locutus est per prophetas.

Et unam, sanctam, catholicam et apostolicam Ecclesiam.

Confiteor unum baptisma in remissionem peccatorum.

Et expecto resurrectionem mortuorum, et vitam venturi sæculi. Amen.
Český překlad
Věřím v jednoho Boha,

Otce všemohoucího, Stvořitele nebe i země,

všeho viditelného i neviditelného.

Věřím v jednoho Pána Ježíše Krista,

jednorozeného Syna Božího,

který se zrodil z Otce přede všemi věky.

Bůh z Boha, Světlo ze Světla, Pravý Bůh z Pravého Boha,

zrozený, nestvořený, jedné podstaty s Otcem,

skrze něhož všechno je stvořeno.

On pro nás lidi a pro naši spásu sestoupil z nebe.

Skrze Ducha svatého přijal tělo z Marie Panny a stal se člověkem.

Byl za nás ukřižován, za dnů Pontia Piláta,

byl umučen a pohřben

a třetího dne vstal z mrtvých podle Písma,

vstoupil do nebe, sedí po pravici Otce.

A znovu přijde, ve slávě,

soudit živé i mrtvé

a jeho království bude bez konce.

Věřím v Ducha svatého, Pána a Dárce života,

který z Otce i Syna vychází.

S Otcem i Synem je zároveň uctíván a oslavován

a mluvil ústy proroků.

Věřím v jednu, svatou, všeobecnou (katolickou), apoštolskou Církev.

Vyznávám jeden křest na odpuštění hříchů.

Očekávám vzkříšení mrtvých a život budoucího věku. Amen.